# Палмето (Флорида)
Палмето (енгл. Palmetto) град је у америчкој савезној држави Флорида. По попису становништва из 2010. у њему је живело 12.606 становника.

## Демографија
Према попису становништва из 2010. у граду је живело 12.606 становника, што је 35 (0,3%) становника више него 2000. године.
| Група             | 2000.         | 2010.         |
| Белци             | 7.449 (59,3%) | 7.456 (59,1%) |
| Афроамериканци    | 1.607 (12,8%) | 1.325 (10,5%) |
| Азијати           | 45 (0,4%)     | 76 (0,6%)     |
| Хиспаноамериканци | 3.358 (26,7%) | 3.571 (28,3%) |
| Укупно            | 12.571        | 12.606        |